# Club Universidad Autónoma de Hidalgo
La Universidad Autónoma de Hidalgo Futbol Club, conocido simplemente como Club Universidad de Hidalgo, fue un club de fútbol profesional de México con sede en la colonia Periodistas, Marc López
, disputó la Segunda División de México, la tercera competición futbolística de ese país. Fundado el 26 de noviembre de 1998 por iniciativa del Lic. Gerardo Sosa Castelán, ex rector, de la universidad. Disputó sus partidos como local en el Estadio Revolución Mexicana, el cual tiene una capacidad para 3 500 espectadores, y en el que disputó sus últimos encuentros como local desde su creación.
Como uno de los clubes más laureados del fútbol hidalguense, el Club Universidad de Hidalgo tuvo su primer momento de éxito en 2008, cuando ganó su primer campeonato de Liga de Nuevos Talentos, y posteriormente consiguió otro logro importante de copa durante el Bicentenario de 2010. El club tuvo su mayor y más importante período de éxito en la última década, ganando un total de 2 trofeos convirtiéndose en el tercer club más ganador de esta competición
El color tradicional del equipo es el azul para la camiseta y pantalones, mientras que el blanco es usado en las medias. El escudo del club fue cambiado en varias ocasiones por cuestiones de estilo o para modernizar su imagen. Su último escudo, compuesto por una garza, siendo modificado por última vez en 2013. El club disfruto de una gran base de aficionados universitarios de sus diferentes institutos, con los cuales poseyó el segundo mejor promedio de asistencia en el fútbol de la tercera división.
Su máxima rivalidad histórica es con los Titanes de Tulancingo aunque también mantenía rivalidad con la UFD y con el Club Atlético Pachuca Juniors.

## Historia

### Orígenes
El 26 de noviembre de 1998, se efectuó una junta general junto al Club Deportivo de Las Garzas fundadas en 1957 conocidos como los de la "U", donde, se hizo ver la conveniencia de cambiar el nombre de la institución. Se propuso el nombramiento, especialmente dentro de las escuelas de la Universidad Autónoma del Estado de Hidalgo, con el objeto de llegar a la fundación de un club de deportes, que reuniera en su seno a todos los deportistas estudiantiles. En la actualidad, El Patronato de la Universidad Autónoma de Hidalgo, considera oficialmente el 26 de noviembre de 1998 como la fecha fundacional del club. Algunos autores, sin embargo, rechazan que en aquella ocasión se haya creado el club, señalando como verdadera fecha de fundación el 3 de mayo de 1980.

## Palmarés
En el total de sus secciones, el club cuenta con 2 títulos nacionales.

### Torneos nacionales
| Competiciones nacionales | Títulos     | Subcampeonatos |
| ------------------------ | ----------- | -------------- |
| Liga de Nuevos Talentos  | 2008, 2010. | 2012.          |

## Otras secciones y filiales

### Garzas de Plata
En 1995, la Universidad Autónoma del Estado de Hidalgo instauró un equipo cadete de basquetbol en perteneciente a la Conferencia de Básquetbol Profesional (CBP), siendo fundador de la misma; con los objetivos de que los universitarios tuvieran más actividad y tener más competitividad. En el año 2000 participa en la primera temporada de la Liga Nacional de Baloncesto Profesional de México.

### Garzas Plateadas Esports (deportes electrónicos)
El club cuenta con una rama en esports, donde tiene equipos de FIFA, Call of Duty: Warzone, Fornite, League of Leyends.

## Temporadas
| Temporada     | División      | Posición        |
| ------------- | ------------- | --------------- |
| Apertura 2008 | 4.Segunda LNT | Campeón         |
| Clausura 2009 | 4.Segunda LNT | Grupo I         |
| Apertura 2013 | 4.Segunda LNT | 8o. G1          |
| Clausura 2014 | 4.Segunda LNT | 12o. G1         |
| Apertura 2014 | 4.Segunda LNT | Campeón         |
| Clausura 2015 | 4.Segunda LNT | 10o. G1         |
| Apertura 2015 | 4.Segunda LNT | 13o. G2         |
| Clausura 2016 | 4.Segunda LNT | 8o. G2          |
| Apertura 2012 | 4.Segunda LNT | G1              |
| Clausura 2013 | 4.Segunda LNT | G1              |
| Apertura 2013 | 4.Segunda LNT | 8o. G1          |
| Clausura 2014 | 4.Segunda LNT | 12o. G1         |
| Apertura 2014 | 4.Segunda LNT | G1 (Subcampeón) |
| Clausura 2015 | 4.Segunda LNT | 10o. G1         |
| Apertura 2015 | 4.Segunda LNT | 13o. G2         |
| Clausura 2016 | 4.Segunda LNT | 8o. G2          |
| Apertura 2016 | 4.Segunda LNT | 6o. G2          |
| Clausura 2017 | 4.Segunda LNT | 1.º G2          |